# TC9 Hornet
TC9 Hornet er en dansk elracer lavet af Glenn E. Nielsen - og ejet af True Cousins (fætrene Glenn E. Nielsen og Hans-Henrik Thomsen).
Den 10. juli 2013 slog TC9 Hornet med Glenn E. Nielsen som kører, verdensrekorden for 201 meter (1/8 Amerikansk mil) for 300 Volts elbiler om aftenen på den svenske bane Malmö Raceway. Den tidligere rekord var 7,63 sekunder - og TC9 Hornet slog denne og brugte 7,01 sekunder.